# Villa de Pitanxo
El Vila de Pitanxo fue un barco arrastrero español que se hundió frente a la costa de Terranova y Labrador (Canadá), el 15 de febrero de 2022. Veintiuna personas murieron en el naufragio. El Villa de Pitanxo tenía un hermano gemelo, el Villa Nores.

## Hundimiento
Aproximadamente a las 02:30 horas del día 15 de febrero de 2022 se activó la baliza de emergencia del Villa de Pitanxo. Al recibir la señal, el Centro de Coordinación de Rescate Conjunto de Halifax inició la búsqueda del barco y de los posibles supervivientes del naufragio.
El arrastrero Playa Menduiña Dos fue el primer barco en llegar a la zona del naufragio y sus tripulantes rescataron a los tres supervivientes y cinco cadáveres.
El embajador de España en Canadá, Alfredo Martínez Serrano, coordinó desde Ottawa la repatriación y asistencia a los familiares de los marineros del pesquero. El traslado de los tres únicos integrantes vivos de la embarcación y de cinco marineros fallecidos se llevó a cabo desde el Aeropuerto Internacional de San Juan de Terranova hasta Santiago de Compostela. Los otros doce marineros no fueron localizados.

## Tripulantes
La lista de tripulantes facilitada por los armadores es la siguiente:
- Juan Padín Costa, patrón (superviviente).
- Eduardo Rial Padín (superviviente).
- Samuel Kwesi Koufie (superviviente).
- Rogelio Franco Damazo Cueva, ayudante de cocina (fallecido).
- Miguel Ángel Lumbres Cumpra (fallecido).
- Diego Andrés More (fallecido).
- Pelungo Zure Apaanah (fallecido).
- Ricardo Alfonso Cruz (fallecido).
- William Arévalo Pérez (fallecido).
- Daniel Fernando More (fallecido).
- Fernando Santomé Ferradás, cocinero (fallecido).
- Juan Antonio Cordero Coro, segundo patrón (fallecido).
- Edemon Okutu (fallecido).
- Juan Frías (desaparecido).
- Ricardo Arias García (desaparecido).
- Francisco Manuel Navarro, observador de control del IEO (desaparecido).
- Raúl González Santiago, alumno en prácticas (desaparecido).
- Fernando González Martínez, primer oficial de máquinas (desaparecido) nacido en Tirán, Moaña.
- Edwin Córdoba (desaparecido).
- Michael (desaparecido).
- Jonathan Calderón (desaparecido).
- Martín Quino (desaparecido).
- Francisco De Pazo Villanueva, jefe de máquinas (desaparecido).
- Pedro Herrera Couso (desaparecido).